# اللواء 102 مشاة (اليمن)
اللواء 102 مشاة هو لواء مشاة يمني يتبع القوات البرية اليمنية، كان يتمركز سابقًا في مدينة صعدة عاصمة محافظة صعدة، يتمركز اللواء منذ 2017 في مديرية باقم في محافظة صعدة، ويتبع عمليات المنطقة العسكرية السادسة.

## تاريخ
- 2017 الحكومة اليمنية تعيد تشكيل اللواء 102 في منطقة بيشة في المملكة العربية السعودية.[2]
- مارس 2017 قوات اللواء 102 مشاة تعبر منفذ علب في الحدود اليمنية السعودية بتجاه مديرية باقم للمشاركة في المعارك ضد مقاتلي جماعة الحوثي.[2][3]
- 2018 قوات اللواء 102 مشاة تسيطر على مركز مديرية باقم.[4][5][6]

## القادة
| م | القائد               | بداية | نهاية | المدة |
| - | -------------------- | ----- | ----- | ----- |
| 1 | ياسر عبدالله المعبري | 2018  |       |       |